# Soraya Jaber
Soraya Jaber, née le 29 juillet 1995 à Bondy en France, est une entrepreneure française. Elle est la cofondatrice de Opuscope, une entreprise qui est spécialisée dans les technologies de réalités mixtes. La mission de cette start-up est de contribuer à l'évolution de l'informatique spatialisée. 
Opuscope a développé Minsar Studio un logiciel permettant de concevoir et de proposer de la réalité augmentée 3D, sans codage.

## Biographie
Soraya Jaber nait le 29 juillet 1995 à Bondy d'un père marocain et d'une mère française. Après l'obtention de son baccalauréat scientifique en option histoire de l'art, elle s'oriente vers une licence d'histoire de l'art à l'Université Paris 1-Sorbonne après avoir hésité avec la médecine. 

## Carrière

### Start-up Opuscope
À 19 ans, elle lance en 2015 sa propre start-up nommée Opuscope, avec sa meilleure amie et associée Tina Nigro. Leur objectif principal est de promouvoir auprès du grand public, l'accès à l'art et l'histoire grâce à la réalité augmentée.

### Logiciel Minsar Studio
En 2016, Soraya Jaber et son associée Tina Nigro créent le logiciel Minsar Studio. Le but de ce logiciel est de proposer aux entreprises ou particuliers qui le souhaitent, une application permettant de créer des expériences immersives et connectées sans passer par des codes informatiques complexes et coûteux. Elle est jusqu'à ce jour, la seule plateforme permettant de concevoir et de créer ces expériences sans code, ce qui fait d'Opuscope, une pionnière dans son domaine[réf. nécessaire].
Le succès et le lancement de l'entreprise permet  à Soraya et Tina de faire deux levées de fonds entre 2017 et 2018 d'une valeur de 775 000 euros. Puis en 2019 l'entreprise fais une troisième levée de fonds mais cette fois-ci d'une valeur de 3 millions d'euros pour leur permettre d'accélérer le développement de leur logiciel. Dès ses débuts,  la startup est repérée par Microsoft qui l'autorise à utiliser ses lunettes de réalité mixte, les Hololens, pour développer Minsar Studio. Ainsi, dès l'année 2020, le logiciel étend son marché et devient compatible avec diverses applications comme Magic Leap, Android et IOS.

## Engagements
Soraya Jaber est engagée envers divers programmes pour sensibiliser les femmes au monde de l'informatique elle est également mentor pour le programme Sista X Bold visé à soutenir les femmes entrepreneures.  
Elle s'intéresse notamment aux questions LGBT et à l'inclusion dans le monde de l'entreprise.  

## Distinctions
En 2021, elle fait partie des 30 personnes de moins de 30 ans de Vanity Fair. La même année, grâce à l'essor de son entreprise, elle intègre le classement des «dix femmes de la French Tech à suivre» du collectif d'entrepreneuses Sista fondé. Deux ans avant, en 2019, elle est nommée, parmi les 15 demi-finalistes, pour l'obtention du prix Business with Attitude, décerné par le magazine périodique Madame Figaro.

## Vie privée
Le 11 octobre 2022, lors de la journée  mondiale du coming out, Soraya Jaber dévoile son homosexualité dans Têtu et publiquement sur LinkedIn.